# Конструирование языков. От эсперанто до дотракийского
«Конструирование языков. От эсперанто до дотракийского» — научно-популярная книга лингвиста и популяризатора науки Александра Пиперски. Книга рассказывает о разных искусственных языках.

## Содержание
Предисловие содержит краткую историю исследований искусственных языков и принципы их классификации. Читателю сообщается, что учёные часто свысока относятся к искусственным языкам, из-за чего эта тема не является слишком популярной среди лингвистов.
Основная часть книги разделена на шесть глав, каждая из которых посвящена одному типу искусственных языков. В главах описываются примеры соответствующих типов. К примерам предлагаются лингвистические задачи на материале соответствующего языка.
Первая глава описывает примеры логических и философских языков, включая ифкуиль, логлан, ро и токипона. Вторая глава описывает искусственные знаковые системы, к которым относятся знаки дорожного движения, блиссимволика и трансцендентная алгебра. К плановым языкам, описанным в третьей главе, относятся в том числе волапюк, паленео, сольресоль и эсперанто. Четвёртая глава посвящена проектам искусственного «нормирования» языков, в том числе об иврите, нюнорске и литературном немецком. Пятая глава посвящена вымышленным языкам, то есть языкам, созданным для вымышленных миров в художественных произведениях. Среди вымышленных языков рассматриваются как популярные образцы — языки вселенной Дж. Р. Толкина, новояз из романа «1984», клингонский из вселенной франшизы «Звёздный путь», дотракийский из вселенной «Игры престолов» и на'ви из фильма «Аватар», так и менее известные примеры, в том числе под авторством Николая Гумилёва, Велимира Хлебникова и Вацлава Гавела. В шестой главе рассказывается о конструировании языков в лингвистике: реконструкциях праязыков, являющихся результатом работы учёных-компаративистов.

## Реакция
По словам писателя Антона Первушина, «Конструирование языков» — первая научно-популярная книга на русском языке, описывающая вымышленные языки. Литературный критик Галина Юзефович в рецензии для Meduza положительно отозвалась о книге, назвав её главным недостатком краткость и схематичность описаний языков.
Книга стала лауреатом премии «Просветитель» в 2017 году.